# Liga del Fútbol Profesional Boliviano 1979
La Liga del Fútbol Profesional Boliviano 1979 è stata la 3ª edizione della massima serie calcistica della Bolivia, ed è stata vinta dall'Oriente Petrolero.

## Formula
Il campionato è diviso in due fasi: dalla prima passano 10 delle 15 squadre del torneo. La seconda seleziona le quattro che passano alla terza fase, composta da due gironi da tre squadre. Essa consente poi l'accesso alle semifinali.

## Prima fase

### Serie A
| Pos. | Squadra           | Pt | G  | V | N | P  | GF | GS | DR  |
| ---- | ----------------- | -- | -- | - | - | -- | -- | -- | --- |
| 1.   | Oriente Petrolero | 21 | 16 | 9 | 3 | 4  | 28 | 20 | +8  |
| 2.   | Bolívar           | 18 | 16 | 8 | 2 | 6  | 36 | 23 | +13 |
| 2.   | Petrolero         | 18 | 16 | 7 | 4 | 5  | 31 | 20 | +11 |
| 2.   | Ind. Unificada    | 18 | 16 | 7 | 5 | 5  | 20 | 24 | -4  |
| 5.   | Real Santa Cruz   | 15 | 16 | 6 | 3 | 7  | 27 | 28 | -1  |
| 6.   | Wilstermann       | 14 | 16 | 4 | 6 | 6  | 20 | 24 | -4  |
| 7.   | San José          | 11 | 16 | 5 | 1 | 10 | 23 | 42 | -21 |
| 8.   | Always Ready      | 9  | 16 | 4 | 1 | 11 | 27 | 40 | -13 |

### Serie B
| Pos. | Squadra             | Pt | G  | V | N | P | GF | GS | DR  |
| ---- | ------------------- | -- | -- | - | - | - | -- | -- | --- |
| 1.   | Blooming            | 21 | 14 | 9 | 2 | 3 | 31 | 27 | +4  |
| 1.   | The Strongest       | 21 | 14 | 9 | 1 | 4 | 31 | 16 | +14 |
| 3.   | Deportivo Municipal | 18 | 14 | 7 | 2 | 5 | 39 | 30 | +9  |
| 4.   | Guabirá             | 17 | 14 | 6 | 3 | 5 | 30 | 25 | +5  |
| 5.   | Deportivo Bata      | 16 | 14 | 5 | 3 | 6 | 23 | 17 | +6  |
| 5.   | Stormer's           | 16 | 14 | 4 | 2 | 8 | 14 | 41 | -27 |
| 7.   | Aurora              | 14 | 14 | 3 | 3 | 8 | 16 | 21 | -5  |

## Seconda fase

### Serie A
| Pos. | Squadra           | Pt | G | V | N | P | GF | GS | DR  |
| ---- | ----------------- | -- | - | - | - | - | -- | -- | --- |
| 1.   | The Strongest     | 14 | 8 | 6 | 1 | 1 | 24 | 5  | +19 |
| 2.   | Oriente Petrolero | 13 | 8 | 5 | 1 | 2 | 13 | 12 | +1  |
| 3.   | Petrolero         | 10 | 8 | 4 | 1 | 3 | 12 | 9  | +3  |
| 4.   | Guabirá           | 4  | 8 | 2 | 0 | 6 | 6  | 14 | -8  |
| 5.   | Deportivo Bata    | 3  | 8 | 1 | 1 | 6 | 8  | 19 | -11 |

### Serie B
| Pos. | Squadra             | Pt | G | V  | N | P  | GF | GS | DR  |
| ---- | ------------------- | -- | - | -- | - | -- | -- | -- | --- |
| 1.   | Bolívar             | 10 | 8 | 14 | 5 | 6  | 21 | 11 | +10 |
| 1.   | Blooming            | 10 | 8 | 11 | 7 | 6  | 19 | 19 | 0   |
| 3.   | Ind. Unificada      | 9  | 8 | 9  | 9 | 6  | 18 | 19 | -1  |
| 3.   | Deportivo Municipal | 9  | 8 | 11 | 3 | 10 | 16 | 19 | -3  |
| 5.   | Real Santa Cruz     | 6  | 8 | 6  | 8 | 10 | 12 | 19 | -7  |

## Terza fase

### Gruppo A
| Pos. | Squadra            | Pt | G | V | N | P | GF | GS | DR  |
| ---- | ------------------ | -- | - | - | - | - | -- | -- | --- |
| 1.   | Blooming           | 6  | 4 | 3 | 0 | 1 | 11 | 3  | +8  |
| 2.   | Bolívar            | 5  | 4 | 2 | 1 | 1 | 6  | 3  | +3  |
| 3.   | Ferroviario La Paz | 1  | 4 | 0 | 1 | 3 | 2  | 13 | -11 |

### Gruppo B
| Pos. | Squadra           | Pt | G | V | N | P | GF | GS | DR |
| ---- | ----------------- | -- | - | - | - | - | -- | -- | -- |
| 1.   | The Strongest     | 6  | 4 | 2 | 2 | 0 | 8  | 2  | +6 |
| 2.   | Oriente Petrolero | 5  | 4 | 1 | 3 | 0 | 5  | 3  | +2 |
| 3.   | 31 de Octubre     | 1  | 4 | 0 | 1 | 3 | 1  | 9  | -8 |

## Fase finale

### Semifinali

#### Andata
| Arbitro: | Riveros |

|                                           |           |                          |
| Taritolay 21’, 80’ Franco 65’ Ramírez 86’ | Marcatori | 16’ Rojas 30’ Baldessari |

| Arbitro: | Ortubé |

|           |           |            |
| Borja 52’ | Marcatori | 30’ Latini |

#### Ritorno
| Arbitro: | Pabón |

|                     |           |               |
| Baldessari 24’, 38’ | Marcatori | 68’ Taritolay |

| Arbitro: | Barrancos |

|            |           |                    |
| Castro 62’ | Marcatori | 37’ (aut.) Iriondo |

#### Spareggi
| Arbitro: | Barrancos |

|                                |           |             |
| Messa 44’, 108’ Del Llano 111’ | Marcatori | 39’ Jiménez |

| Arbitro: | Ortubé |

|                     |           |               |
| Rico 6’ Toninho 86’ | Marcatori | 47’ Huguenett |

### Finale

#### Andata
| Arbitro: | Barrancos |

|                        |           |  |
| Camargo 26’ Latini 43’ | Marcatori |  |

#### Ritorno
| Arbitro: | Ortubé |

|                  |           |  |
| Toninho 50’, 58’ | Marcatori |  |

#### Spareggio
| Arbitro: | Ortubé |

|                                 |           |   |
| Taritolay 55’ Franco 80’ (rig.) | Marcatori | ? |

## Verdetti
- Oriente Petrolero campione nazionale
- Oriente Petrolero e The Strongest in Coppa Libertadores 1980
- Deportivo Bata retrocesso

## Classifica marcatori
| Gol |  |  | Giocatore            | Squadra             |
| --- |  |  | -------------------- | ------------------- |
| 31  |  |  | Horacio Baldessari   | Blooming            |
| 18  |  |  | Manuel Blanco Flores | Deportivo Municipal |
| 18  |  |  | Jorge Latini         | The Strongest       |
| 17  |  |  | Juan Carlos Sánchez  | Guabirá             |
| 15  |  |  | José Alberto Ayala   | Petrolero           |
| 12  |  |  | Carlos Aragonés      | Bolívar             |
| 12  |  |  | Estanislao Franco    | Oriente Petrolero   |
| 12  |  |  | René Taritolay       | Oriente Petrolero   |
| 11  |  |  | Edmundo Catesnuzzi   | Ind. Unificada      |
| 11  |  |  | Gastón Taborga       | Wilstermann         |
| 11  |  |  | Jesús Reynaldo       | Blooming            |